# Spignana (San Marcello Piteglio)
Spignana (già Spignana in Val di Lima) è una frazione del comune italiano di San Marcello Piteglio, nella provincia di Pistoia, in Toscana.

## Geografia fisica
Il borgo di Spignana si trova nella valle del torrente Verdiana, nella Montagna pistoiese, a un'altitudine di 750 metri sul livello del mare, sulle pendici del Monte Cornaccio (Roncole e Poggio Fratone).

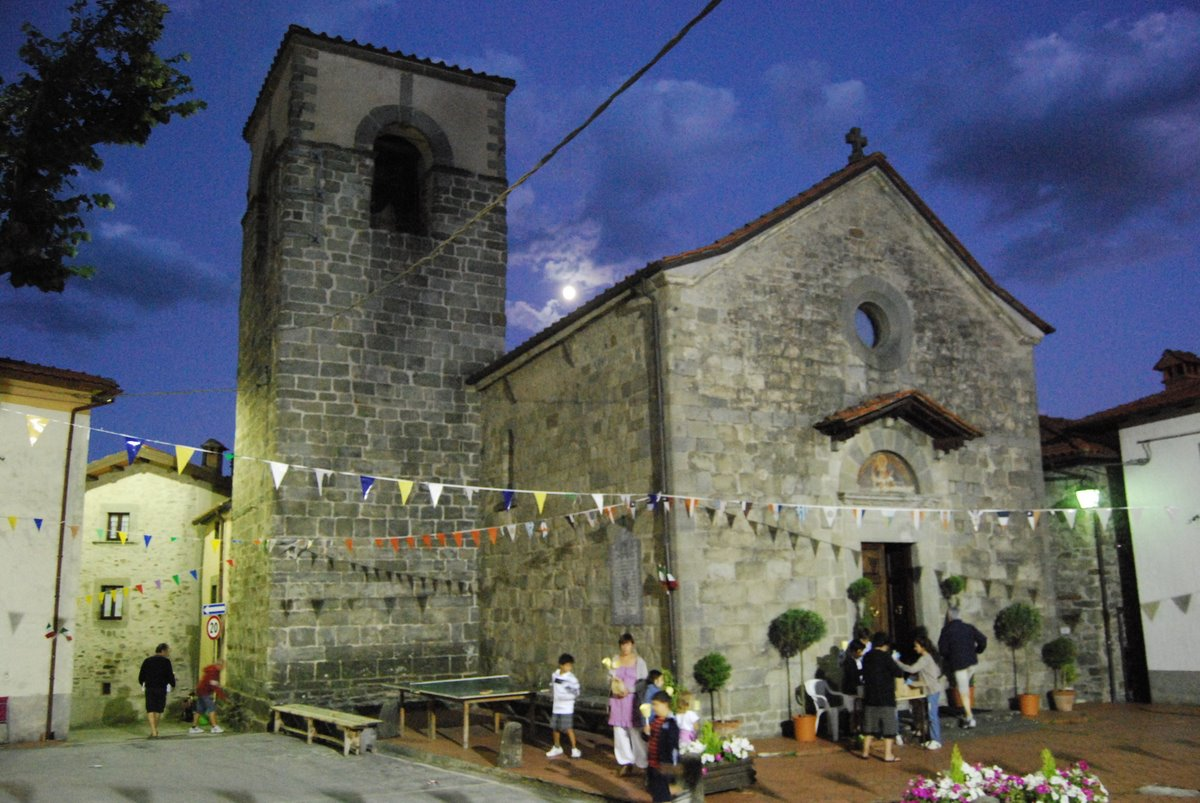
La chiesa di San Lorenzo durante la festa patronale

## Storia
Il toponimo potrebbe avere origine da Spineanum o Spineana per la zona priva di vegetazione arborea e ricoperta da rovi; oppure dalla quivi praticata coltivazione della segale e quindi dalla parola "spiga" (Spigarum). È stata ipotizzata anche una provenienza di tipo prediale, in quanto possedimento terriero di una sedicente famiglia romana dei Vespinii, che avrebbe dato origine a Vespiniana.
In epoca alto-medievale, a monte del primo nucleo abitativo presso Sospignana, sorse un avamposto difensivo goto, costituito da due torri d'avvistamento, che facevano parte del primo sistema difensivo locale assieme alla torre del Partitoio (sul vicino monte Cerreto) ed alle torri di Popiglio. In contemporanea alla costruzione di castel di Mura, uno dei due torrioni di Spignana, divenne il campanile; l'altro mastio è stato inglobato nelle case della piazza.
Il sito venne poi occupato dai Longobardi durante la conquista della penisola italiana, che oltre ad usufruire dell'uso militare del luogo, contribuirono come i precedenti insediati, a renderlo sede di un nucleo abitato stabile, fino ad arrivare al XIII secolo dove venne eretta l'attuale chiesa parrocchiale. Spignana ebbe il suo massimo sviluppo nel periodo medioevale, in quanto posta sulle principali vie di comunicazione con il Ducato di Modena.
Nel XII secolo il borgo era sotto la giurisdizione comunale dell'allora castello di Lizzano visto che la pieve di Santa Maria Assunta (chiesa madre dell'appennino pistoiese), aveva facoltà di un proprio fonte battesimale, per cui la chiesa di San Lorenzo a Spignana era nella condizione di essere dipendenza della pievanìa lizzanese.
Tra i due paesi esiste inoltre una rivalità di carattere prettamente storico in quanto nella lotta fra guelfi e ghibellini, a Lizzano sostenevano i Panciatichi, mentre a Spignana i Cancellieri.
Nel 1551-1568 si formò un ente di governo fra Spignana e la vicina Lancisa con redazione di un proprio statuto, da cui si evinceva che il vertice del governo fosse un vicario affiancato dal consiglio dei due popoli e dalle cariche di messo, camerlengo dei dazi e dei sali, due campai, due stimatori dei beni e danni dati, più un cancelliere. I componenti di tutti questi organi venivano estratti a sorte da un'apposita "borsa delle cariche". Il territorio del comune di Lancisa e Spignana comprendeva anche i vicini centri di Erta e Vitalatico e in parte monte Castello.
Il 1º maggio 1698 nacque a Spignana lo storico e letterato Gaetano Cenni.
Nel 1775 venne creato il magistero della Comunità della montagna per il controllo unitario dei territori appenninici e tutte le autorità comunali vennero perciò sciolte. Nel 1833 Spignana contava 279 abitanti.
Alcune fonti affermano che durante la seconda guerra mondiale, nel settembre 1944, il generale Albert Kesselring, messo in fuga dalle forze alleate dal fronte dell'Arno, sostò per una notte nel paese, prossimo alla neo costituita linea gotica; qualche movimento non sfuggì agli Alleati che per una serie di mancate informazioni bombardarono Maresca. Nella fase di occupazione alleata (divisioni anglo-indiane e statunitensi), nei dintorni del borgo vennero installati punti di tiro per artiglieria pesante, a difesa del confine di crinale nella valle del Lima.

## Monumenti e luoghi d'interesse
- Chiesa di San Lorenzo,[3] chiesa parrocchiale della frazione, la sua costruzione è da far risalire al XII-XIII secolo.
- Grotta di Macereti, antro ai piedi del monte Cerreto, detta "di Macereti" cioè "delle macerie" dove si accumulavano gli scarti di lavorazione della pietra serena qui estratta ed elaborata dagli scalpellini.[12]
- Via di Ripi, tratto della Romea-Nonantolana (Romea Strata).[12]
- Verginetta de' Matterelli, edicola che rappresenta una Madonna con Bambino. In basso un'epigrafe recita «Casetta dei Matterelli».[12]
- Casa Mici-Villani, durante il periodo di istituzione della linea Gotica è stata sede di un comando tedesco locale, in seguito divenne anglo-americano.[13]

## Società

### Tradizioni e folclore
- Il 25 aprile, in occasione di San Marco, il popolo e il curato di Spignana, dato un obbligo diocesano cinquecentesco, erano tenuti ad andare in processione e partecipare alla liturgia presso la pieve di Lizzano, dato il distacco (assieme a Lancisa) dall'autorità del precedente comune; in quanto tale atto aveva comportato la piena facoltà battesimale della parrocchia spignanina con un proprio fonte. I lizzanesi ebbero una certa riserva sul fatto, allora il vescovado propose tale soluzione, supportata dal fatto che la parrocchia di Lizzano fosse la più antica della Val di Lima.[4]
- Il 10 agosto ha luogo la Festa patronale di San Lorenzo, per tradizione le vie del paese e le case vengono illuminate con candele di cera (moccoli) e viene portata l'effige del santo in processione, seguita dalla fiaccolata dei flambò.[7]
- Il primo sabato di ottobre veniva allestito il "Focarone", un Falò in onore alla Beata Vergine del Rosario. I ragazzi del paese andavano a far fascine di legna e ramaglie nei boschi circostanti, portandole poi sul sagrato della chiesa parrocchiale. La massa veniva incendiata al suono dell'Ave Maria (dopo i Vespri serali), seguita dalla benedizione del parroco, ai piedi della torre campanaria. Tale usanza era, con ogni probabilità, un retaggio della cultura pagana legata ai riti dell'equinozio autunnale delle pre-insediatisi popolazioni Liguri e/o Celtiche.[7]

## Geografia antropica
Della frazione di Spignana fanno anche altre località e piccole borgate, tra cui: Africo, Case Iori, Casa Ferri, Il Butale, Casetta del Pievano, Corazzalla, Fatini, Iavaccelli (Favacelli), Casetta, La Lama, Cerletta, Molino, Novelli, Mavigliana, Montaglioni, Pevetato, Piastreta, Ponte alla Verdiana, Casa Catro, Spicchi, Case Selvoli, Le Sette Fontane, La Diga.

## Sport
Spignana è il punto di partenza per escursioni (anche di carattere naturalistico) con percorsi trekking, mountain bike ed alcuni a cavallo, verso le soprastanti località di Pian del Conte, Il Butale, Valle Selvori, Verdianelle, Cascate della Verdiana, le Sette Fontane e il Lago Scaffaiolo, dove si trova un rifugio montano. È anche una sede per i praticanti del parapendio e deltaplano, in quanto nella vicina Pian del Conte si trova una terrazza naturale di lancio.
Il borgo è stato abituale luogo di villeggiatura del ciclista Gino Bartali.